# Daily Illini

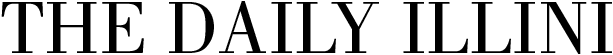

De Daily Illini is een onafhankelijk, door studenten gemaakte krant die wordt gepubliceerd 
voor medewerkers en studenten van de University of Illinois at Urbana-Champaign. De Daily Illini is opgericht in 1874 en dagelijks worden 20.000 kranten gratis verspreid op meer dan 250 locaties in Urbana-Champaign, Illinois